# Melanaspis calura
Melanaspis calura är en insektsart som först beskrevs av Cockerell 1898.  Melanaspis calura ingår i släktet Melanaspis och familjen pansarsköldlöss. Inga underarter finns listade i Catalogue of Life.